# 린구이구

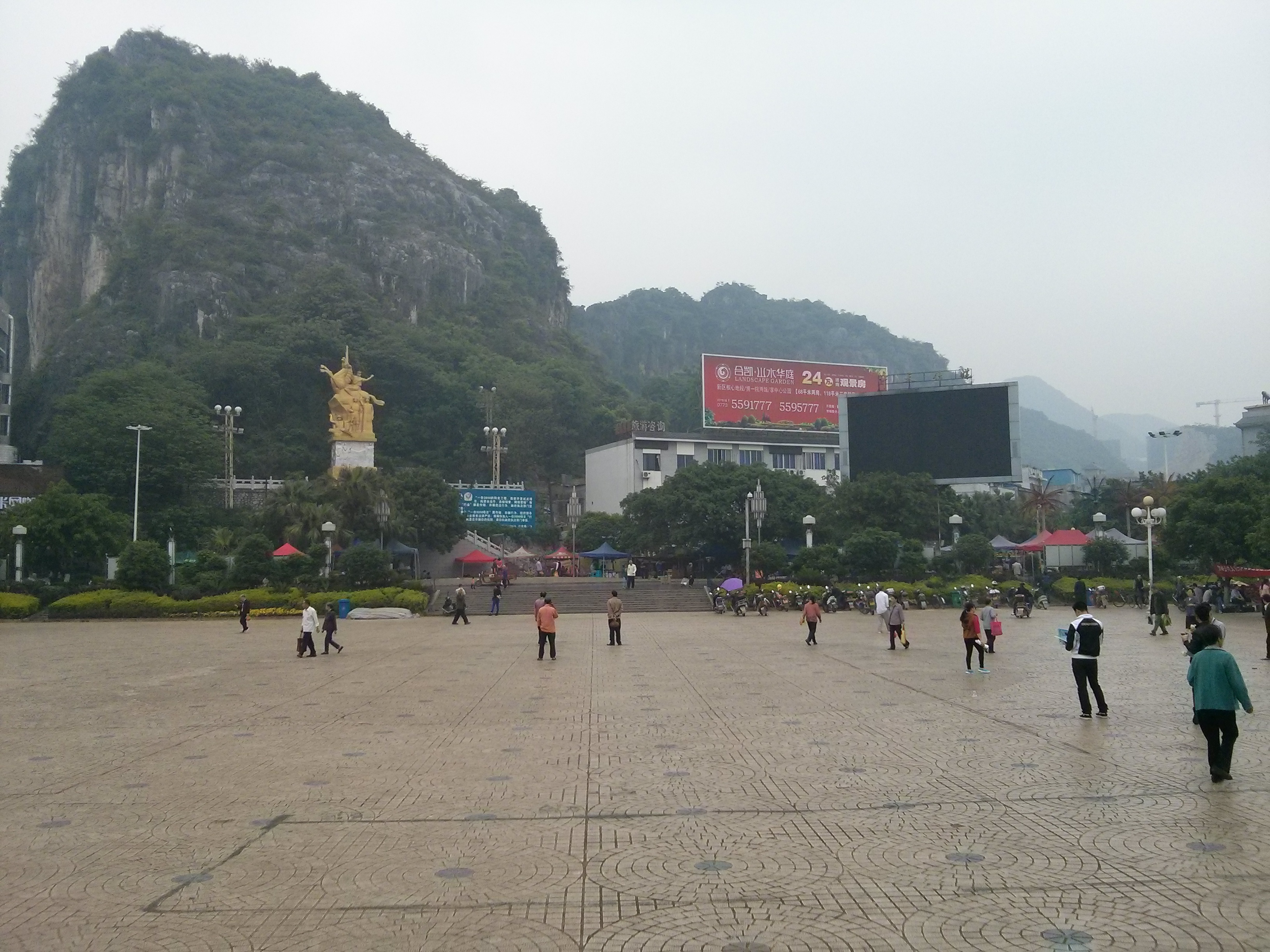

린구이구(한국어: 임계구, 중국어: 临桂区, 병음: Línguì Qū)은 중국 광시 좡족 자치구 구이린 시의 현급 행정구역이다. 넓이는 2202km2이고, 인구는 2007년 기준으로 470,000명이다.
구이린 시구와 양숴 현 사이에 위치한다. 현은 주로 시골이고 언덕 지역으로 구이린의 유명한 카르스트 지형을 볼 수 있다. 현은 또한 뤄한궈 생산의 중심지로 알려져 있다.

## 행정 구역
5개 진, 4개 향, 2개 민족향을 관할한다.
- 진: 临桂镇, 六塘镇, 会仙镇, 两江镇, 五通镇.
- 향: 南边山乡, 四塘乡, 茶洞乡, 中庸乡.
- 민족향: 宛田瑶族乡, 黄沙瑶族乡.